# جيرهارد هيشت
جيرهارد هيشت (بالألمانية: Gerhard Hecht)‏ (16 مارس 1923 ببرلين في ألمانيا - 21 فبراير 2005 ببرلين في ألمانيا) هو ملاكم ألماني، صنّف ضمن فئة الوزن المتوسط.

## روابط خارجية
- جيرهارد هيشت على موقع بوكس ريك (الإنجليزية) (registration required)